# Análisis de sueños
Análisis de sueños. Notas del seminario impartido en 1928-30 (en inglés Dream Analysis: Notes of the Seminar Given in 1928-30) son una serie de conferencias sobre interpretación de los sueños presentadas en el Club Psicológico de Zúrich por el psiquiatra y psicólogo suizo Carl Gustav Jung. Forman parte de su Obra completa, sección B. Seminarios.

## Contenido
El texto editado en 1984 es el de la segunda edición, 1938, emitido privadamente en forma multigrafiada por el Club Psicológico de Zúrich; el mismo texto, inalterado, fue emitido privadamente en forma impresa, en 1958 y 1972.
Si bien la base de estos seminarios es una serie de treinta sueños de un paciente masculino de Jung, el comentario recorre asociativamente una amplia extensión del aprendizaje y la experiencia del psicólogo suizo.
Un valor especial del seminario reside en la detallada visión que da al método de análisis de los sueños de Jung a través de la amplificación.

## Índice
Para una consulta de la tabla de contenidos véase referencia.

## Edición en castellano
- Jung, Carl Gustav (2024). Análisis de sueños. Notas del seminario impartido en 1928-1930. Traducción de María Dolores Ábalos, rústica, 736 páginas. Madrid: Editorial Trotta. ISBN 978-84-1364-200-0.

- Datos: Q60688572
- Multimedia: Dream Analysis / Q60688572